# Rodokmen

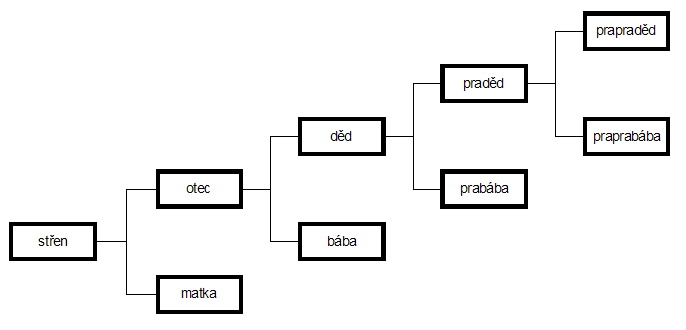
Ukázka rodokmenu

Rodokmen je nejjednodušší genealogická tabulka, která uvádí předky výchozí osoby (střena) pouze po otcovské linii. Sleduje tedy pouze mužské předky – otce, děda, praděda atd., přičemž o manželkách jsou uvedeny pouze základní informace (jméno, životní data).

## Charakteristika
Jedná se o genealogickou tabulku, která poskytuje přehled pouze o části předků výchozí osoby, častěji se pro zobrazení rodinného stromu využívá vývod z předků.

## Tvorba rodokmenu
Na počítači lze v dnešní době jednoduše ztvárnit rodokmen a další formy genealogických tabulek pomocí nejrůznějšího specializovaného softwaru jako je Ancestry, Heritio, GenoPro, MacFamilyTree či web 2.0 služeb jako je geni.com, FamilySearch, Ancestry.com nebo MyHeritage.
Existuje i celosvětový rodokmen na bázi wiki – WikiTree.
Rodokmeny je vhodné ukládat a exportovat ve formátu GEDCOM. To je univerzální formát, který umožňuje předávat data mezi jednotlivými programy na tvorbu rodokmenu. Mezi málo užívané alternativy patří GEDCOM X, FHSIO a Wikipedia Persondata.

## Popularita rodokmenů
Dlouhé rodokmeny můžeme zaznamenat již v bibli. Např. Evangelium svatého Matouše začíná rodokmenem, ve kterém se původ Ježíše Krista odvozuje od Abraháma.
Ve středověku sloužily rodokmeny ke dvěma účelům:
1. K prestiži - šlechtici se snažili ukázat, že patří ke starobylým rodům. Neurození se snažili prokázat, že patří k dobrému rodu, aby se mohli stát šlechtici. V tomto případě se zkoumal původ tři generace nazpět.
2. Aby se vyloučily příbuzenské sňatky. Katolická církev zakazovala manželství přes „sedm kolen“. Protože se ale hlavně vladařské rodiny hodně ženily mezi sebou, bylo na jednu stranu důležité, na druhou stranu takřka nemožné uhlídat, že nevěsta není nějaká vzdálená příbuzná.

Posedlý rodokmenem byl např. Karel IV. Na svém hradě Karlštejn si nechal zbudovat ústřední společenskou místnost, kde nechal na stěnách namalovat tzv. Lucemburský rodokmen. V něm odvozoval svůj původ od biblického Noema, jakožto „prvního spravedlivého“. Dále do svých předků zahrnul např. římského Jupitera a Saturna, trojského Priama, přes francouzské krále, např. Karla Velikého, až po nedávno zemřelé vévody.
Nástěnný rodokmen se do 21. století nezachoval, i když je dobře zdokumentován, včetně vyzobrazení.